# Tanafloden (Kenya)

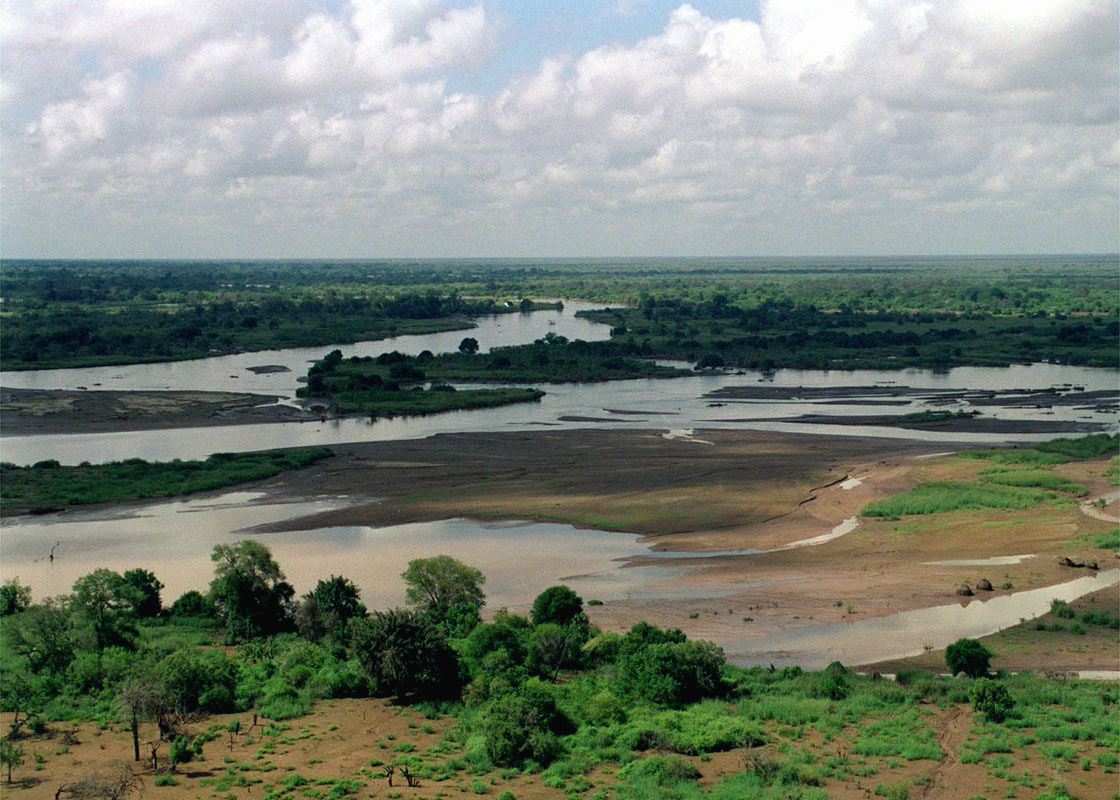
Tanafloden

Tanafloden (engelska: Tana River, kikuyu: Thagana) är Kenyas längsta flod. Den flyter 800 kilometer, från högländerna i provinsen Central i trakten av Nyeri, österut till kusten där den rinner ut i Indiska oceanen strax söder om Lamu. Floden har gett namn åt distriktet Tana River. Den kallas under första delen av sin färd Sagana efter kikuyunamnet på den, Thagana.